# Tetrahydropiran
Tetrahydropiran, THP – heterocykliczny, organiczny związek chemiczny z grupy eterów, którego sześcioczłonowy pierścień zbudowany jest z pięciu atomów węgla i jednego atomu tlenu.
Pierścień tetrahydropiranu stanowi rdzeń piranoz – rodziny węglowodanów. Najbardziej powszechną piranozą jest glukoza.

## Synteza
Klasyczną metodą syntezy organicznej tetrahydropiranu jest uwodornienie na niklu Raneya dihydropiranu.

## Reakcje chemiczne
Tetrahydropiran jak większość eterów jest słabo reaktywny i dlatego może być stosowany jako rozpuszczalnik organiczny w reakcjach. W syntezie organicznej grupa 2-tetrahydropiranylowa jest stosowana jako grupa blokująca dla alkoholi.

Pierścień THP jako acetalowa grupa ochronna. Pierwszy etap – wprowadzenie THP do alkoholu ROH poprzez reakcję z dihydropiranem. Etap drugi: hydroliza kwasowa i uwolnienie alkoholu; powstały cykliczny hemiacetal jest nietrwały i hydrolizuje dalej do hydroksykwasu karboksylowego (5-hydroksywalerianowego)